# Манро, Джордж, 1-й из Ньюмора
Сэр Джордж Манро, 1-й из Ньюмора (англ. Sir George Munro, 1st of Newmore; 1602—1693) — шотландский военный и член парламента из клана Манро, Росс-шир, Шотландия. Он сидел на замке Ньюмор . С 1629 по 1634 год Джордж Манро командовал шведской армией во время Тридцатилетней войны, а с 1642 года — шотландской армией Ковенанта во время войн Ирландского Конфедерации, прежде чем изменить свою верность делу роялистов Карла I в 1648 году во время гражданской войны в Шотландии и Войн Ирландской Конфедерации.

## Происхождение
Джордж Манро, 1-й из Ньюмора, был третьим сыном полковника Джона Манро, 2-го из Обсдейла, который был, в свою очередь, сыном Джорджа Манро, 1-го из Обсдейла, который в свою очередь был младшим сыном Роберта Мора Манро, 15-го барона Фоулиса и вождя клана Манро (? — 1588). Старший брат Джорджа, сэр Роберт Манро, 3-й баронет из Фоулиса, который стал главой клана Манро в 1651 году, был членом ветви клана Манро из Обсдейла. Джордж тоже иногда называют Джордж Манро из Обсдейла и как впоследствии он владел землями в Калрейне, также иногда упоминается как Джордж Манро из Калрейна.

## Тридцатилетняя война
Джордж Манро вырос смелым, могущественным и бесстрашным человеком, сыграв заметную роль в истории и междоусобицах своего времени. Он поступил в армию и сопровождал своего знаменитого дядю, генерала Роберта Монро (и его двоюродного деда, вождя Роберта Манро, 18-го барона Фоулиса) на Континентальную Тридцатилетнюю войну, в которой он очень быстро отличился. В 1629 году, когда разразилась война между Швецией и Австрией, Джордж Манро оказал свои услуги Густаву Адольфу и служил под его началом с отличием . Джордж Манро командовал левым крылом шведской армии в битве при Лютцене 6 ноября 1632 года, в которой шведская армия одержала победу над императорской армией. Однако после Лютцена между многими офицерами шведской армии завязались споры, в результате которых они потерпели поражение в битве при Нёрдлингене. Мелкие разногласия со стороны командования не привели к четкому плану наступления, и Джордж Манро был настолько возмущен этими вопросами, что вернулся домой в Шотландию.

## Войны Ирландского Конфедерации
Джордж Манро участвовал в войнах Ирландского Конфедерации под командованием своего дяди Роберта Монро, который командовал шотландской армией ковенантеров. В 1642—1646 годах Джордж и его дядя Роберт в целом добились успеха в борьбе со своими врагами О’Нилами, и за это время Манро подавили восстание в Ольстере в 1642 году и захватили Белфаст в 1644 году. В 1644 году Роберт Монро был отозван в Шотландию, чтобы противостоять победам роялистов Джеймса Грэма, 1-го маркиза Монтроза, и командование шотландской армией Ковенантера в Ирландии перешло к его племяннику Джорджу Манро, 1-му из Ньюмора, чьи принципы склоняли его к благосклонности роялистам.
Генерал Роберт Монро потерпел поражение от ирландских конфедератов в битве при Бенбёрне в Ирландии в 1646 году, а замок Каррикфергус был сдан английскому парламентарию Джорджу Монку в 1648 году. В результате Роберт Монро был заключен Оливером Кромвелем в тюрьму в лондонском Тауэре. Затем Джордж Манро вернулся в Шотландию в 1648 году, где он был назначен генералом Карлом I Стюартом , таким образом став роялистом.

## Гражданская война в Шотландии
Джордж Манро, вернувшись в Шотландию с 1200 всадниками и 2100 пехотинцами, был отправлен на поддержку роялиста Джеймса Гамильтона, 1-го герцога Гамильтона. Шотландские роялисты потерпели поражение в битве при Престоне (1648 г.) парламентскими силами Оливера Кромвеля. Но перед битвой Манро отказался служить под командованием Джеймса Ливингстона, 1-го графа Каллендара, который был вторым в команде при герцоге Гамильтоне. Последовал спор, в результате которого участие Манро в битве было ограничено. Джордж Манро испытывал сильную неприязнь к Каллендеру, и Каллендар не видел причин, по которым Манро следует разрешить независимому командованию.
Герцог Гамильтон (граф Ланарк) собрал три конных полка роялистов, которые теперь находились под его командованием. Их, с присоединением войск, которые ежедневно прибывали из разных частей королевства, было вполне достаточно, чтобы подавить восстание на западе; но вместо того, чтобы идти маршем, Ланарк, ко всеобщему удивлению, проследовал через Восточный Лотиан к восточным границам, чтобы встретиться с сэром Джорджем Манро, который отступал на Берик перед армией Кромвеля. Граф Ланарк отказался атаковать ковенантера Дэвида Лесли, лорда Ньюарка, действуя вопреки совету Джорджа Манро и других его офицеров. По словам доктора Уишарта, авангард Ланарка по прибытии в Массельбург атаковал несколько аванпостов ковенантеров Лесли, которые защищали мост через реку Эск, и авангард Ланарка, хотя и уступавший по численности, немедленно привел их в большой беспорядок и убил нескольких солдат. Об этом успехе было сообщено графу Ланарку, и ему было представлено, что, немедленно развернув его, пока противник продолжает находиться в состоянии тревоги, он, возможно, одержит бескровную победу и овладеет городом Эдинбург и город Лейт. Однако Эдинбург уже был взят партией вигов в ходе так называемого рейда виггаморов.
С тех пор, как граф Ланарк отправился к границе, чтобы встретиться с Джорджем Манро. Арчибальд Кэмпбелл, 1-й маркиз Аргайл, был усердно занят воспитанием людей на своей территории для помощи ковенантерам . Вскоре после этого Манро и члены его клана, выступавшие в качестве передовых сил графа Ланарка, нанесли поражение силам маркиза Аргайла в битве при Стирлинге (1648 г.). Джордж Манро въехал по собственной инициативе в Стерлинг до того, как кто-либо из командиров Аргайла узнал о его присутствии. Манро даже лично выбил заднюю дверь, чтобы выгнать людей Аргайла. Аргайл потерял в бою около 200 человек . После этой победы Манро призвал графа Ланарка продолжить нападение на Дэвида Лесли, но его решение было отклонено, и в последующие недели граф Ланарк заключил мир с маркизом Аргайлом и с Лесли.

## Рыцарство
В 1649 году Джордж Манро посетил английского короля Карла II Стюарта в Голландии, где получил рыцарское звание с новым поручением от короля-изгнанника.

## Возвращение в Ирландию
В 1649 году Джордж Манро ненадолго вернулся в Ирландию, где выступил против ирландской кампании Оливера Кромвеля и поддержал осаду Дерри роялистами. Джордж Манро покинул осаду 7 июня 1649 года и направился в Колрейн, который он также осадил и успешно захватил. Затем он покинул Колрейн 17 июля 1649 года и присоединился к осаде Дерри. Осаждающие построили форт у подножия Эмбера, который они назвали Форт Чарльз в знак признания короля. Сам форт был осажден парламентариями, которые были отброшены Джорджем Манро и его войсками. Осада Дерри, однако, не увенчалась успехом, и Манро был вынужден окончательно вернуться в Шотландию в апреле 1650 года в результате разгрома шотландской роялистской армии в битве при Лиснагарви.

## Восстание роялистов с 1651 по 1654
После поражения роялистов в Англии Оливер Кромвель оккупировал Шотландию, но многие горцы вели войну против него. В роялистские восстания, которое возглавил Уильям Каннингем, 9-й граф Гленкейн, в поддержку изгнанного короля Карла II, началось в 1651 году. Генерал Джон Миддлтон, 1-й граф Миддлтон, ветеран войны против Оливера Кромвеля, был назначен главнокомандующим роялистских сил, и он, как и Гленкейн, договорились объединить свои усилия в Дорнохе (Сазерленд). Джордж Манро служил офицером под командованием Миддлтона.
Однако две фракции роялистской силы вступали в мелкие споры и ссоры друг с другом. В конечном итоге это привело к дуэли между Манро и самим графом Гленкэрном на палашах (известных в Шотландии как клейморы), в которой оба были ранены. Вскоре после этого Гленкэрн был арестован по приказу Миддлтона, и у него отобрали меч. Однако на следующий день два младших офицера из двух лагерей устроили собственную дуэль, в которой один был убит, а другой позже был арестован и повешен. Роялистское восстание горцев и жителей равнин, хотя и имело различные успехи в стычках с Кромвелем, было недостаточным и закончилось осенью 1654 года.

## Восстановление
Восстановление на троне короля Карла II Стюарта состоялось в 1660 году, и сэр Джордж Манро, 1-й из Ньюмора, командовал королевскими войсками в Шотландии с 1674 по 1677 год.

## Член парламента
В 1661 году Джордж Манро был избран членом парламента от Росс-шира и продолжает представлять этот округ до 1663 года. Он представлял графство Сазерленд от 1669 до 1674 год и был снова избран от Росс-шира в 1685 году и представлял его до 1686 года. Джордж Манро был избран от этого округа в 1689 году и продолжает представлять ее вплоть до своей смерти в 1693 году. В 1691 году, в преклонном возрасте, Джордж Манро недолго участвовал в команде независимых горных компании, который должен был следить за порядком в Шотландии.
Джордж Манро скончался11 июля 1693 года в своем поместье Ньюмор-Касл, и ему наследовал его старший сын Хью Манро, 2-й из Ньюмора.

## Семья
Джордж Манро женился первым браком на своей двоюродной сестре, Энн Манро, дочери своего дяди генерал-майора Роберта Монро (1601—1680) и Джин, вдовы виконта Монтгомери из Арди, и имел одного ребенка:
- Хью Манро, 2-й из Ньюмора.

Джордж Манро женился вторым браком в 1649 году на Кристиане Гамильтон, дочери сэра Фредерика Гамильтона из Манорхамилтона (1590—1647) и сестре Густава Гамильтона, 1-го виконта Бойна, потомка Марии, старшей дочери короля Шотландии Якова II. У Джорджа и Кристиана были следующие дети:
- Джон Манро (умер в 1682 году)
- Джордж Манро, 1-й из Калрейна (? — 1724). От кого произошли нынешние вожди клана Манро.
- Энн Манро. Первым браком вышла замуж за Дональда Маккея, мастера Рея, второго сына Джона Маккея, 2-го лорда Рея. Её вторым мужем стал Лаклам Макинтош, 19-й из Макинтоша
- Джейн Манро, вышла замуж за Александра Синклера из Бринса, в Кейтнессе
- Изобель Манро, замужем за Робертом Греем, 6-й из Скибо.
- Люси Манро, вышла замуж за Джеймса Синклера-Сазерленда, 2-го из Суинни.
- Хелен Манро, 1-й муж — Ангус, старший сын Ангуса Маккея из Бигхауза; 2-й муж — капитан Эндрю Манро из Вестертауна, второй сын сэра Джона Манро, 4-го баронета.
- Кэтрин Манро, вышла замуж за Джорджа Манро из Лемлера.
- Флоренс Манро, вышла замуж за Эндрю Манро из Логи.